# Otto Wesendonck
Pour les articles homonymes, voir Otto Wesendonck (sculpteur) et Wesendonck.
Otto Friedrich Ludwig Wesendonck (né le 16 mars 1815 à Elberfeld, mort le 18 novembre 1896 à Berlin) est un homme d'affaires et mécène allemand.

## Biographie
La famille Wesendonck, famille de marchands principalement à Xanten, est d'origine néerlandaise (van der Wesendonk), installée au XVIIe siècle. Otto Wesendonck devient également un commerçant et voyage en Amérique à l'âge de 18 ans pour une maison de commerce d'Elberfeld. Après son retour, il reprend la représentation de la maison de commerce Loeschigk, Wesendonk & Co pour l’Europe. Un de ses frères, Hugo (de), est avocat et homme politique.
En 1844, il se marie mais Mathilde, sa première épouse, meurt quelques mois plus tard. Il s'installe à Düsseldorf et se marie en 1848 avec Agnes Luckemeyer, qui prendra le nom de Mathilde, qui sera la mère de ses cinq enfants. Jusqu'en 1851, Otto et Mathilde Wesendonck habitent au Schwanenmarkt (de) 1.
En 1850, il se retire de toutes les affaires et s'installe avec une fortune considérable à Zurich, où il vit d'abord à l'hôtel Baur au Lac. Au printemps de 1855, il construisit sur la colline d'Enge une magnifique villa où il vit avec sa famille de 1857 et agrandit sa collection d'œuvres.
En 1872, il vend la villa Wesendonck (de) - qui abrite aujourd'hui le museum Rietberg - et s'installa à Dresde. Pour les mois d'été, il acquiert le domaine Traunblick au bord du Traunsee. À l'automne 1882, il s'installe à Berlin, où il meurt chez lui en 1896.
À Zurich, il rencontre en janvier 1852 Richard Wagner, lors d'un concert dirigé par ce dernier, et le soutient financièrement à partir de 1853. Il héberge gratuitement Richard Wagner dans la maison de jardin de sa villa à partir de 1857 ; Wagner l’appelle son « asile », mais la quitte un an plus tard en raison de la jalousie de sa femme Minna envers Mathilde Wesendonck.
En 1858, Wesendonck achète les droits pour la représentation de L'Anneau du Nibelung, mais renonce ensuite en respect du contrat conclu avec Wagner, afin que les droits de propriété puissent aller au roi Louis II de Bavière. En dépit de la liaison entre Wagner et son épouse, il reste ami avec lui. La correspondance est publiée en 1903, y compris les lettres entre son épouse et Wagner.